# Paulo Jamelli
Paulo Jamelli (* 22. červenec 1974) je bývalý brazilský fotbalista.

## Reprezentace
Paulo Jamelli odehrál 5 reprezentačních utkání. S brazilskou reprezentací se zúčastnil Zlatý pohár CONCACAF 1996.

## Statistiky
| Brazílie | Brazílie | Brazílie |
| Roky     | Záp.     | Góly     |
| -------- | -------- | -------- |
| 1996     | 5        | 2        |
| Celkem   | 5        | 2        |